# Президент на Словения
Президентът на Република Словения (на словенски: Predsednik Republike Slovenije) е държавният глава на Словения. Президентът е и главнокомандващ въоръжените сили, но постът има предимно церемониални функции. Президентът се избира пряко с петгодишен мандат за най-много два последователни мандата.
Постът е създаден на 23 декември 1991 г., когато Народното събрание приема нова конституция в резултат на независимостта на страната от Социалистическа федеративна република Югославия.
Според конституцията президентът е най-висшият представител на държавата. На практика позицията е предимно церемониална. Президентът може да назначава високопоставени служители като ръководителя на Централната банка на Словения, но те трябва да бъдат потвърдени от парламента. Президентът е и главнокомандващ на словенските въоръжени сили. Седалището на президента е Президентският дворец, намиращ се в Любляна.
Президентът се избира пряко чрез всеобщо гласуване за срок от пет години. Всеки словенски гражданин, навършил пълнолетие (18 или повече години) може да се кандидатира за президент, но може да заема поста само два мандата. Президентът няма законово гарантиран имунитет и може да бъде импийчмънт.

## Списък с президенти
| Име               | Партия | Партия | Заел поста       | Напуснал поста   | Портрет |
| ----------------- | ------ | --- | ---------------- | ---------------- | ------- |
| Милан Кучан       |        | независим | 23 декември 1991 | 22 декември 2002 |         |
| Янез Дърновшек    |        | Либерална демокрация на Словения (до 2006) Движение за справедливост и развитие (от 2006)                              | 22 декември 2002 | 23 декември 2007 |         |
| Данило Тюрк       |        | независим, подкрепян от Социални демократи, Демократическа партия на пенсионерите в Словения, Зарес и Активна Словения | 23 декември 2007 | 22 декември 2012 |         |
| Борут Пахор       |        | Социални демократи | 22 декември 2012 | 23 декември 2022 |         |
| Наташа Пирц Мусар |        | независима, подкрепяна от Партия на младите - Европейски зелени и Пиратска партия на Словения                          | 23 декември 2022 |                  |         |